# B&Q
B&Q（簡稱：百安居），是一家跨國的大型DIY用家庭與園藝工具材料連鎖店與大賣場，1969年成立於英國南安普敦，由理查·布洛克（Richard Block）與大衛·奎勒（David Quayle）共同創辦，B&Q的公司名稱来自两位创始人姓氏布洛克（Block）与奎勒（Quayle）的英文首字母缩写。目前屬於世界前500大企業之一的英國翠豐集團（Kingfisher Plc）旗下，是英國第一大的家庭與園藝用品連鎖店，在全球則排名第三。除了B&Q，该集团还拥有Screwfix、Brico Dépôt和Castorama家装DIY连锁店，以及土耳其Koctas公司50%的股权。

## 發展概況

### 臺灣

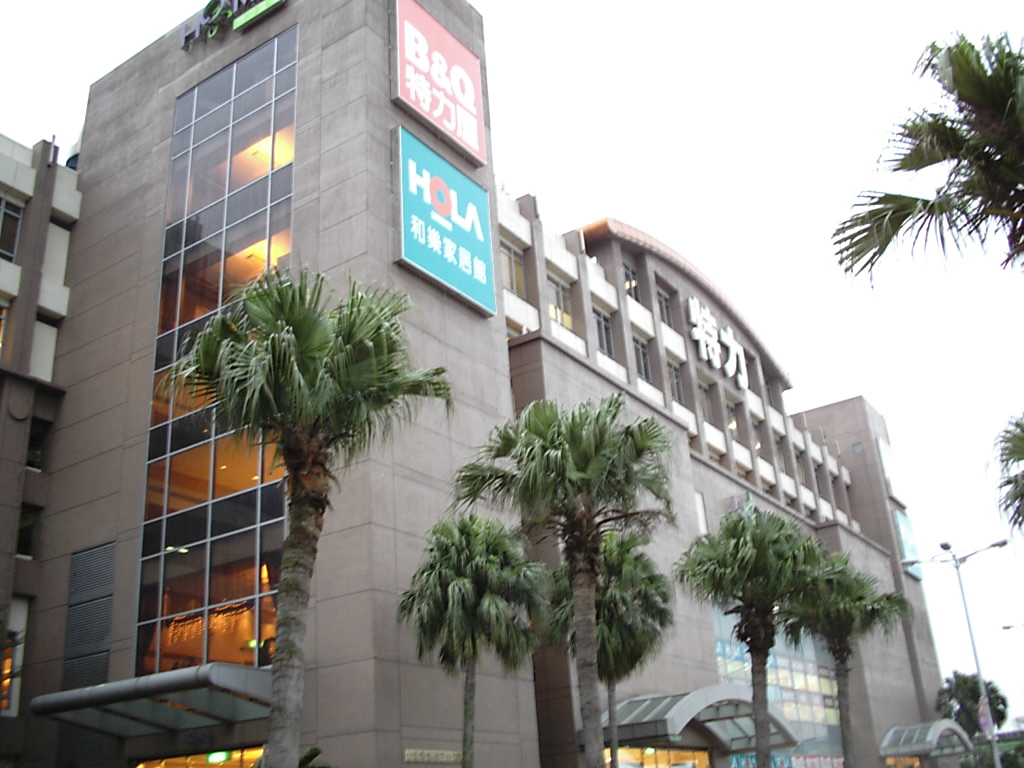
B&Q台北內湖旗艦店（品牌更名前）

- 1995年，英國零售業巨人翠豐集團（Kingfisher Plc）與臺灣貿易業者特力集團以各半的持股，在台灣成立B&Q第一家海外子公司——特力翠豐，並於1996年時以「B&Q特力屋」品牌名稱，於台灣桃園縣（今桃園市）南崁地區成立第一家海外分店。在翠豐集團眾多海外投資中，台灣的B&Q特力屋是獲利最高的海外據點，2006年營收超過106億新台幣。截至2007年底為止，B&Q特力屋在台灣至少擁有22家分店以及網路商店。

- 2007年12月18日，特力集團董事長何湯雄宣佈以34.6億新台幣收購原本由翠豐集團所持有的特力翠豐5成股權，將B&Q特力屋完全納入特力集團旗下。根據協議，特力集團仍能繼續在台灣使用B&Q的品牌，為期兩年；在期限之後，「B&Q」英文的品牌將無法再使用，「特力屋」中文的品牌則延續使用，特力翠豐公司之後也更名為特力屋公司[1][2]，B&Q正式退出臺灣市場。

### 中国大陆

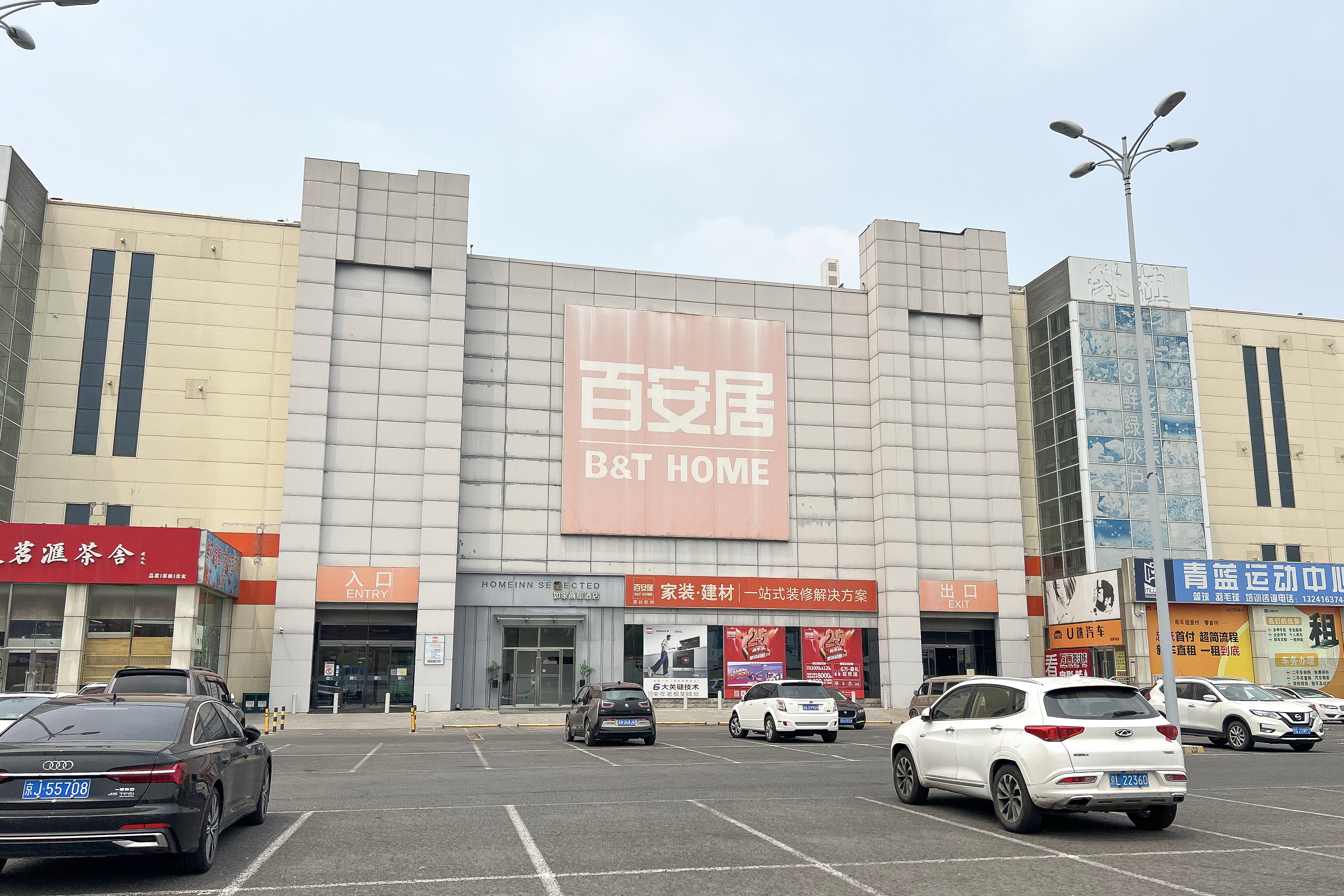
2003年10月18日开业的百安居北京四季青店，2018年3月重新包装为“百安居B&T Home新零售家居智慧门店”

- 1999年，翠豐集團（Kingfisher）進軍中国市場，以B&Q百安居為名稱，在上海成立第一家中國分店。截至2008年底為止，百安居在中国有61家分店。
- 2014年12月22日，翠豐集團宣布，已同意將旗下百安居中國（B&Q China）業務的控股股權（70%）以1.4億英鎊（約合13.6億人民幣）出售給北京物美投資集團有限公司，翠豐集團在合資企業中將保留30%股權。

### 香港

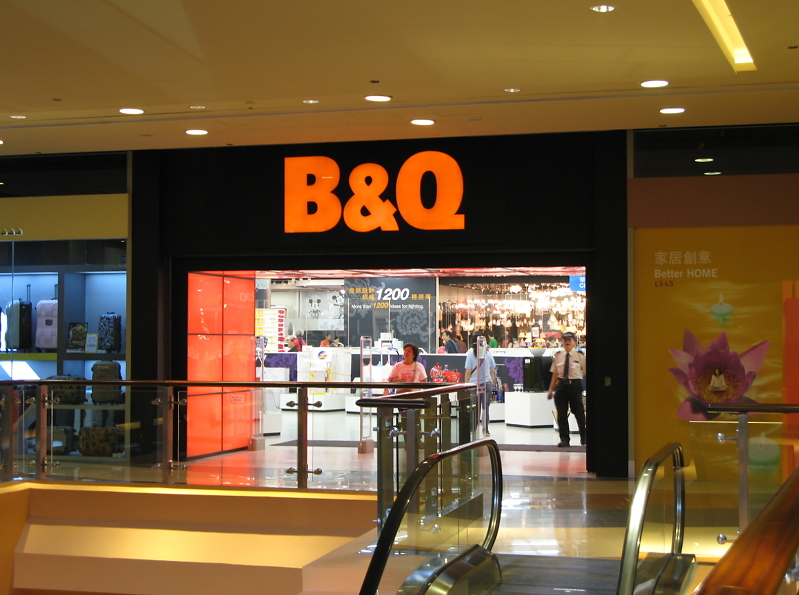
百安居在香港Megabox分店

- 2005年10月，英國翠豐集團正式進駐香港，當時投資推廣署曾透過政府新聞處發出新聞稿恭賀，表示對這間歐洲主要零售商願意在香港發展投下信心的一票。2007年6月7日，B&Q首間分店在九龍灣MegaBox開幕，初期的推廣活動，投資推廣署高層亦多次到賀。[5]一年後於馬鞍山頌安邨商場開設首家家居設計室。

- 不過由於B&Q主要銷售大型DIY用家庭與園藝工具材料，不適合香港家居環境狹小的市場。再加上2008年發生金融海嘯下，企業生意減少，但舖租卻未回落，B&Q在2009年6月25日宣佈，分店將於2009年9月停止營業，原鋪位則會開設宜家家居，顧客服務維持至2009年年底[6]。

### 其他海外市場
- 1998年，收购波兰的第一大DIY零售商NOMI，並合并法国的DIY龍頭Castorama。